# Ронебю
Ронебю (на шведски: Ronneby) е град в Южна Швеция, лен Блекинге. Главен административен център на едноименната община Ронебю. Населението на града е 12 029 жители по данни от преброяването през 2010 г.
Наричан е „Градът на градините“ в Швеция и паркът „Брунспаркен“ (на шведски: Brunnsparken) е избран за най-красив парк на Швеция през 2005.

## География
Разположен е около устието на река Ронебюон на брега на Балтийско море. Намира се на около 380 km на югозапад от столицата Стокхолм.

## Транспорт
Има жп гара, пристанище и летище.

## История
Основан е през 1387 г. Получава статут на град през 1882 г.
През 1564 е мястото на кървава битка по време на Северната седемгодиша война между шведската и датската армия. Шведите под командването на Крал Ерик XIV окупират града и го опожаряват.
Ронебю привлича първите индустриални предприятия през 18 век. През 19 век най-важните работодатели са Кокумс (на шведски: Kockums), фирма произвеждаща домашни потреби от емайл, и санаториума в града.
Герба е носил латинската буква R между звезда и луна поне от 16 век. В 1883 година герба претърпява обновяване и буквата е заменена от стилизирана рисунка на реката течаща през града. Този вариант остава валиден и до днес.

## Побратимени градове
- Джонсън Сити, САЩ
- Енфийлд, САЩ